# Surf City (North Carolina)
Surf City is een plaats (town) in de Amerikaanse staat North Carolina, en valt bestuurlijk gezien onder Onslow County en Pender County.

## Demografie
Bij de volkstelling in 2000 werd het aantal inwoners vastgesteld op 1393.
In 2006 is het aantal inwoners door het United States Census Bureau geschat op 1813, een stijging van 420 (30.2%).

## Geografie
Volgens het United States Census Bureau beslaat de plaats een oppervlakte van
13,7 km², waarvan 10,9 km² land en 2,8 km² water.

## Plaatsen in de nabije omgeving
De onderstaande figuur toont nabijgelegen plaatsen in een straal van 28 km rond Surf City.